# Gymnocalycium castellanosii
Gymnocalycium castellanosii är en kaktusväxtart som beskrevs av Curt Backeberg. Gymnocalycium castellanosii ingår i släktet Gymnocalycium och familjen kaktusväxter.

## Underarter
Arten delas in i följande underarter:
- G. c. acorrugatum
- G. c. castellanosii
- G. c. ferocior